# Ogcocephalus darwini
Ogcocephalus darwini är en fiskart som beskrevs av Hubbs, 1958. Ogcocephalus darwini ingår i släktet Ogcocephalus och familjen Ogcocephalidae. IUCN kategoriserar arten globalt som livskraftig. Inga underarter finns listade i Catalogue of Life.